# إيليا ألتمان
إيليا ألتمان (الروسية: Илья Александрович Альтман) هو مؤرخ العصر الحديث ‏ ومؤرخ وصحفي روسي، ولد في 1955.